# Onthophagus troglodyta
Onthophagus troglodyta är en skalbaggsart som beskrevs av Christian Rudolph Wilhelm Wiedemann 1823. Onthophagus troglodyta ingår i släktet Onthophagus och familjen bladhorningar. Inga underarter finns listade i Catalogue of Life.